# Liste der Kulturgüter in Romainmôtier-Envy
Die Liste der Kulturgüter in Romainmôtier-Envy enthält alle Objekte in der Gemeinde Romainmôtier-Envy im Kanton Waadt, die gemäss der Haager Konvention zum Schutz von Kulturgut bei bewaffneten Konflikten, dem Bundesgesetz vom 20. Juni 2014 über den Schutz der Kulturgüter bei bewaffneten Konflikten sowie der Verordnung vom 29. Oktober 2014 über den Schutz der Kulturgüter bei bewaffneten Konflikten unter Schutz stehen.
Objekte der Kategorien A und B sind vollständig in der Liste enthalten, Objekte der Kategorie C fehlen zurzeit (Stand: 1. Januar 2023).

## Kulturgüter
| Foto | | Objekt | Kat. | Typ | Standort                             | Beschreibung |
| ---- | --- | --- | ---- | --- | ------------------------------------ | --- |
| ja   | Datei hochladen · Wikidata zu Kloster Romainmôtier (Q380276)                                               | Ehemalige Cluniazenserabtei / Ancienne abbaye clunisienne KGS-Nr.: 06444                                                                   | A    | G   | Cour du Cloître 525255 / 171826      | Umfasst reformierte Abteikirche, Mönchshaus, Maison Reymond, Speicher, Priorhaus, Zehnthaus, Töpferhaus, zwei Wirtschaftsgebäude, Pfarrhaus, kleines Pfarrhaus, Hühnerstall, St.-Georgs-Turm, Uhrenturm, Märtyrergehegturm, Pfarrei- und Kulturzentrum, Wohnhaus südlich des St.-Georg-Turms, Pfarrsaal und Holzschuppen, Nebengebäude, Wohnhaus und zwei Brunnenanlagen. |
| ja   | Datei hochladen · Wikidata zu Bellaires, Eisenhütten in der Eisenzeit und im frühen Mittelalter (Q2376050) | Bellaires, eisenzeitliche und hochmittelalterliche Eisenhütten / Bellaires, sidérurgie de l’âge du fer et du haut moyen âge KGS-Nr.: 09692 | A    | F   | 526550 / 169451                      | |
| BW   | Datei hochladen                                                                                            | Haus des vögtlichen Leutnants / Maison du lieutenant baillival KGS-Nr.: 06449                                                              | B    | G   | Rue du Bourg 17 525168 / 171804      | |
| BW   | Datei hochladen                                                                                            | Maison Glayre de Lerber KGS-Nr.: 06450 | B    | G   | Route de Vaulion 2–8 525278 / 171905 | |
| BW   | Datei hochladen                                                                                            | Perimeter der ehemaligen Cluniazenserabtei / Périmètre de l’ancienne abbaye clunisienne KGS-Nr.: 17462                                     | B    | F   | 525211 / 171827                      | |